# Litera/Llitera
Ne doit pas être confondu avec Llitera.
La Litera/Llitera est une comarque espagnole, située au sud-est de la province de Huesca, dans la communauté autonome d'Aragon.
Culturellement, la comarque appartient à la Frange d'Aragon, région de présence catalanophone : aussi porte-t-elle le nom de Litera, en castillan et en aragonais, et Llitera en catalan. Historiquement, sa capitale est Tamarite de Litera, quoique la ville de Binéfar, aujourd'hui plus importante démographiquement et économiquement, joue le rôle de capitale administrative.

## Étymologie
Le toponyme de Litera est d'origine obscure. Il s'appliqua d'abord à la plaine centrale de la comarque actuelle, entre Tamarite de Litera et Albelda. Il peut y avoir une origine commune avec la ravine de Lliterola, près de Bénasque.

## Géographie
Les comarques limitrophes de la Litera sont :
- Au nord : comarque de Ribagorce
- Au sud : comarque du Bajo Cinca
- À l'est : comarque du Segrais
- À l'ouest : comarque du Cinca Medio
- Au nord-ouest : comarque du Somontano de Barbastro

### Relief
La comarque de la Litera est à cheval sur deux ensembles géographiques : les Pyrénées et la dépression de l'Èbre. La région présente trois unités naturelles, caractérisées par leurs caractéristiques géologiques, avec des reliefs clairement différenciés, qui s'échelonnent parallèlement sur un axe du nord-ouest au sud-est. Ce relief a une influence sur la végétation, et par conséquent sur les usages et les pratiques du territoire par les populations.

#### Les Sierras subpyrénéennes
Ces sierras, derniers contreforts des Pyrénées aragonaises, occupent l'extrême-nord de la comarque, sur le territoire des communes d'Alins, Calasanz, Gabasa, Baélls, Nachá, Zurita, Camporrells, Baldellou et Castillonroy. Cette région se caractérise par une succession de sierras escarpées, dont certaines culminent à plus de 1 000 mètres, comme les pics de San Quílez et Buñero, qui datent du Mésozoïque et du Cénozoïque inférieur, époque où les roches se sont brisées sous l'effet de failles inverses.
Les roches ont été formées lors de l'élévation du sol marin qui recouvrait la région, alors que les Pyrénées n'étaient qu'une mer. On constate la présence de calcaires fossilisés et de roches sédimentaires, comme les marnes. Des calcaires fossiliphères à milioles, riches en alvéolines, bivalves et gastéropodes marins abondent autour de Gabasa, Camporrells, Castillonroy et Baldellou. La nature calcaire du nord et de l'est de la Litera est responsable de reliefs karstiques. On trouve des cavernes à Gabasa ou Baélls. Ces calcaires du Crétacé et de l'Éocène ont été exploités par les hommes, en particulier à Baldellou.

#### La dépression de l'Èbre
Le centre et le sud de la Litera sont marqués par la dépression de l'Èbre, qui s'est constituée durant l'Oligocène. C'est durant cette période que s'élèvent les massifs des Pyrénées, du Système ibérique et du Système méditerranéen catalan, qui délimitent une cuvette triangulaire fermée, la dépression de l'Èbre, dans laquelle s'accumulent les sédiments issus de l'érosion de ces massifs montagneux.
La poussée tectonique se poursuit durant cette période et provoque la formation de plis, comme l'anticlinal Barbastro-Balaguer, d'orientation nord-ouest/sud-est, sorte de « muraille blanche » connue comme la sierra de las Gesas. Sur ces calcaires oligocènes se forment des effondrements karstiques, des dolines et de petites dépressions circulaires, que l'on peut observer dans la plaine d'Alcampell. Les roches de las Gesas sont aussi responsables du caractère salin des eaux souterraines, dont la salinité fut exploitée par les hommes, comme à Peralta de la Sal. Sur les côtés de l'anticlinal Barbastro-Balaguer prédominent les argiles et les grès en couches qui, n'ayant pas supporté l'érosion de la même façon, ont donné lieu à des cuestas, comme on les rencontre autour d'Albelda.
Enfin, la partie centrale et méridionale de la Litera est formée de roches plus récentes, argiles et grès datant du Miocène, qui n'ont pas souffert des mêmes compressions tectoniques qu'au nord, et sont disposés en couches horizontales. Ce sont des vastes plaines, où les points les plus élevés ne dépassent pas 400 mètres, comme à Binéfar, Esplús, Altorricón, Algayón et Vencillón. Elles ont permis une exploitation agricole en grandes parcelles cultivées, mais aussi la construction de voies de transport, comme le canal d'Aragon et de Catalogne.

### Subdivisions administratives
La comarque de la Litera, de taille relativement petite, est composée de seulement quatorze communes : Albelda, Alcampell, Altorricón, Azanuy-Alins, Baélls, Baldellou, Binéfar, Camporrélls, Castillonroy, Esplús, Peralta de Calasanz, San Esteban de Litera, Tamarite de Litera et Vencillón.

## Histoire

### Antiquité
La culture ibère se développe, à la fin de l'âge du fer, dans la vallée de l'Èbre. Ils développent le travail du fer et l'utilisation de la céramique tournée. L'économie est essentiellement agricole. Les sociétés, constituées majoritairement de paysans, sont fondées sur la domination d'une aristocratie guerrière.

Les premiers traces de la présence du peuple ibère des Ilergètes apparaissent dans la basse vallée du Sègre, à la fin du VIe siècle av. J.-C., autour de la cité d'Ilerda, leur capitale. De là, les Ilergètes poursuivent leur expansion vers la vallée du Cinca au cours du IVe siècle et dans la Litera au siècle suivant, jusqu'à atteindre Bolśken. La Litera est alors certainement soumise à une colonisation ilergète. Les rois ilergètes, tels qu'Indibilis et Mandonius, à la fin du IIIe siècle, s'appuient principalement alors sur les aristocraties locales, dont le pouvoir reste important.
Les Ilergètes s'installèrent dans des lieux élevés, désignés sous le terme d'oppida par les Romains. Dans la Litera, les sites les plus importants sont ceux d'Oriols (entre San Esteban et Tamarite de Litera) et Monderes, qui occupent bien des positions élevées sur les derniers contreforts des Pyrénées. Cette dernière cité est parfois désignée comme l'Atanagrum de Tite-Live où se seraient réfugiés Indibilis et Mandonius.

On trouve également des centres de peuplement ilergètes à la Vispesa. Le site de los Castellassos (entre Tamarite et Albelda), particulièrement perché au-dessus de la vallée, ne connut qu'un faible développement. D'autres centres se trouvent à Vedadet de Berché et Les Corques (Albelda).

### Période contemporaine
La comarque de la Litera est créée par la loi 25/2002 du 12 novembre 2002. Elle est officiellement constituée le 3 janvier 2003 et assume les compétences qui lui sont déléguées à partir du 1er février 2003.

## Culture

### Langues
La Litera se caractérise, à l'image des autres comarques de la Frange d'Aragon, par une forte présence, au côté du castillan, du catalan. Le dialecte ribagorçain du catalan est parlé dans toute la comarque, sauf à Binéfar et Esplús, les communes les plus occidentales de la Litera.
En 2009, le catalan est reconnu en Litera comme langue propre par la loi sur les langues d'Aragon. Le castillan reste cependant la seule langue officielle de l'Aragon, et donc de la Litera. Un enseignement du catalan est délivré en option dans les écoles, à raison de deux heures par semaine.
| Enquête sur les pratiques linguistiques                          | Enquête sur les pratiques linguistiques | Enquête sur les pratiques linguistiques | Enquête sur les pratiques linguistiques | Enquête sur les pratiques linguistiques | Enquête sur les pratiques linguistiques |
| Langue                                                           | Castillan                               | Catalan                                 | Les deux                                | Autres                                  |                                         |
| ---------------------------------------------------------------- | --------------------------------------- | --------------------------------------- | --------------------------------------- | --------------------------------------- | --------------------------------------- |
| Langue propre                                                    | 63,7 %                                  | 33,3 %                                  | 3,0 %                                   | 0 %                                     |                                         |
| Langue habituelle                                                | 61,9 %                                  | 34,5 %                                  | 2,5 %                                   | 1,1 %                                   |                                         |
| Lieux d'usage                                                    |                                         |                                         |                                         |                                         |                                         |
|                                                                  | Seulement castillan                     | Seulement catalan                       |                                         |                                         |                                         |
| A la maison                                                      | 58,3 %                                  | 29,5 %                                  |                                         |                                         |                                         |
| Avec les amis                                                    | 54,6 %                                  | 20,8 %                                  |                                         |                                         |                                         |
| Avec les camarades de classe                                     | 60,9 %                                  | 13,3 %                                  |                                         |                                         |                                         |
| Avec les voisins                                                 | 59,0 %                                  | 27,0 %                                  |                                         |                                         |                                         |
| Avec les collègues de travail                                    | 60,5 %                                  | 15,4 %                                  |                                         |                                         |                                         |
| Avec un inconnu                                                  | 77,1 %                                  | 11,9 %                                  |                                         |                                         |                                         |
| Dans les boutiques                                               | 58,9 %                                  | 20,6 %                                  |                                         |                                         |                                         |
| Dans les grandes surfaces                                        | 69,1 %                                  | 8,9 %                                   |                                         |                                         |                                         |
| A la banque                                                      | 75,9 %                                  | 8,4 %                                   |                                         |                                         |                                         |
| Avec le médecin                                                  | 87,7 %                                  | 3,3 %                                   |                                         |                                         |                                         |
| Pour écrire des notes personnelles                               | 88,2 %                                  | 6,9 %                                   |                                         |                                         |                                         |
| Compréhension, lecture et écriture du catalan                    |                                         |                                         |                                         |                                         |                                         |
|                                                                  | Total                                   | 15-29 ans                               | 30-44 ans                               | 45-64 ans                               | 65 ans et plus                          |
| Comprend le catalan                                              | 91,1 %                                  | 98,2 %                                  | 97,1 %                                  | 89,8 %                                  | 82,7 %                                  |
| Le parle                                                         | 60,5 %                                  | 70,2 %                                  | 64,5 %                                  | 54,1 %                                  | 55,5 %                                  |
| Ne le parle pas                                                  | 30,8 %                                  | 27,9 %                                  | 32,5 %                                  | 35,7 %                                  | 27,2 %                                  |
| Le lit et l'écrit                                                | 22,7 %                                  | 47,4 %                                  | 27,6 %                                  | 12,8 %                                  | 9,9 %                                   |
| Le lit mais ne l'écrit pas                                       | 39,4 %                                  | 35,0 %                                  | 44,1 %                                  | 43,0 %                                  | 35,8 %                                  |
| Ne le lit ni ne l'écrit                                          | 29,1 %                                  | 15,8 %                                  | 25,3 %                                  | 34,0 %                                  | 37,0 %                                  |
| Ne le comprend pas                                               | 8,9 %                                   | 1,8 %                                   | 2,9 %                                   | 10,2 %                                  | 17,3 %                                  |
| Usages avec les membres de la famille                            |                                         |                                         |                                         |                                         |                                         |
|                                                                  | Seulement castillan                     | Seulement catalan                       |                                         |                                         |                                         |
| Avec la mère                                                     | 41,2 %                                  | 55,9 %                                  |                                         |                                         |                                         |
| Avec le père                                                     | 42,2 %                                  | 55,1 %                                  |                                         |                                         |                                         |
| Avec les grands-parents maternels                                | 55,2 %                                  | 40,1 %                                  |                                         |                                         |                                         |
| Avec les grands-parents paternels                                | 53,8 %                                  | 39,0 %                                  |                                         |                                         |                                         |
| Avec les enfants                                                 | 59,9 %                                  | 32,9 %                                  |                                         |                                         |                                         |
| Moyens de communication (moyenne du nombre d'heures par semaine) |                                         |                                         |                                         |                                         |                                         |
|                                                                  | Télévision                              | Radio                                   | Presse                                  |                                         |                                         |
| Castillan                                                        | 7                                       | 7,5                                     | 8,8                                     |                                         |                                         |
| Catalan                                                          | 3                                       | 2,4                                     | 1,2                                     |                                         |                                         |

### Patrimoine
La Litera est riche de restes archéologiques et monumentaux. Les monuments inscrits sur la liste aragonaise des biens d'intérêt culturel sont :
- le château des Gilabert, exemple d'architecture militaire, à Albelda ;
- le château d'Alins (es), exemple d'architecture religieuse, à Azanuy-Alins ;
- le palais fortifié des Desvalls (es) (ou des marquis d'Alfarràs), exemple d'architecture militaire romano-gothique et Renaissance dont la construction s'étale du XIe au XVIe siècle, et le château de Zurita (es), exemple d'architecture militaire, à Baélls ;
- les grottes de Salgà et la tour des Albano (es), exemple d'architecture militaire, à Baldellou ;
- le château de Miravet, exemple d'architecture militaire, à Camporells ;
- le château de Monderes, exemple d'architecture militaire, à Castillonroy ;
- le château de Calasanz (es), le château de Gavassa (es) (ou du Pic du Midi) et le château de la Mauresse (es) (ou de Montmagastre), exemples d'architecture militaire, et l'église Sainte-Marie, exemple d'architecture religieuse, à Peralta de Calasanz ;
- le château, exemple d'architecture militaire, et l'église Sainte-Marie-Majeure (es), exemple d'architecture religieuse, à Tamarite de Litera.